# Carol Duarte
Caroline da Cunha Duarte (São Paulo, 10 de juliol de 1991), més coneguda com a Carol Duarte, és una actriu brasilera. Ha estat guanyadora de diversos premis al seu país, inclòs un Premi APCA, un Prêmio Extra i el Premi Platino a la millor interpretació femenina, així com una nominació al Grande Otelo i un Prêmio Guarani.
Carol va debutar a la televisió a A Força do Querer l'any 2017 on va interpretar a Ivana Garcia, que es descobreix com a transsexual al llarg de la trama. La seva actuació va ser aclamada per la crítica i el públic, fent que l'actriu esdevingués popular a nivell nacional. Per la seva actuació va rebre una nominació al Premi APCA a la Millor actriu de televisió i va guanyar diversos premis com a actriu revelació.
Va tornar a guanyar el reconeixement el 2019 per la seva actuació premiada a la pel·lícula A Vida Invisível de Eurídice Gusmão, on interpreta la protagonista compartint personatge amb Fernanda Montenegro. Carol va rebre elogis de la crítica experta i va rebre el Premi APCA a la millor actriu de pel·lícula i el Premi Platino a la millor interpretació femenina. També va rebre una nominació de l'Academia Brasileira de Cinema al Grande Otelo a la millor actriu i una nominació crítica al Prêmio Guarani a la millor revelació.

## Biografia
Nascuda a São Paulo i criada a São Bernardo do Campo, filla petita d'Ivete Duarte i Romeu Duarte. Carol va començar a fer teatre als quinze anys l'any 2006. El 2012 va començar a estudiar a l'Escola d'Art Dramàtic de la Universitat de São Paulo, però no es va graduar.

## Carrera
Va actuar a peces com A Visita da Velha Senhora, dirigida per Celso Frateschi (2015), i O Alvo, de Pedro Garrafa (2015).
El 2016 es va mostrar a São Paulo, com una de les protagonistes de l'espectacle As Siamesas — Talvez eu Desmaie no Front, dirigida per Fernanda Camargo, Carolina Bianchi i Felipe Rocha.
El 2017, va participar en la telenovel·la "A Força do Querer" de Rede Globo, escrita per Glória Perez, on interpretava a Ivana Garcia, una noia de una família adinerada. i que es descobreix que és transsexual. El personatge, un èxit entre el públic, va fer que Carol renovara el seu contracte amb Rede Globo
Estava reservada per a la novel·la de Manuela Dias, prevista per al 2019, però va acabar sent reassignada pel director Rogério Gomes per actuar a la novel·la "O Sétimo Guardião", escrit per Agnaldo Silva, on va interpretar la prostituta queca Stefânia.

## Vida personal
El 2017, Carol va confirmar que és lesbiana.
L'octubre de 2018, Carol es va desfogar durant la seva participació al programa de ràdio "Morning Show", de ràdio Jovem Pan, i va confirmar que patia crítiques i lesbofòbia., principalment virtual, després d'assumir que és lesbiana.
Viu amb la seva xicota Aline Klein, amb qui manté una relació des del 2012.

## Filmografia

### Televisió
| Any  | Títol             | Personatge                 | Nota                    |
| ---- | ----------------- | -------------------------- | ----------------------- |
| 2017 | A Força do Querer | Ivana Garcia / Ivan Garcia |                         |
| 2018 | O Sétimo Guardião | Stefânia                   |                         |
| 2019 | Segunda Chamada   | Solange Resende            | Episódi: "8 de outubro" |

### Cinema
| Any  | Títol                               | Personatge             | Notes        |
| ---- | ----------------------------------- | ---------------------- | ------------ |
| 2015 | 32 Dentes                           | Natália                | Curtmetratge |
| 2019 | A Vida Invisível de Eurídice Gusmão | Eurídice Gusmão (nova) |              |

### Internet
| Any  | Títol                               | Personatge |
| ---- | ----------------------------------- | ---------- |
| 2012 | Lilian e a Arte de Ser Desagradável | Amanda     |

## Teatre
| Any     | Títol                                      | Personatge |
| ------- | ------------------------------------------ | ---------- |
| 2008    | Surpresa                                   | Calara     |
| 2008    | As Preciosas Ridículas                     | Mari       |
| 2009    | Bang! Bang! Você Morreu                    | Diana      |
| 2009    | De Romeu e Julieta Todo Mundo Tem um Pouco | Julieta    |
| 2009    | 1/4                                        | Suzy       |
| 2010    | Geração 80                                 | Wanda      |
| 2011    | Viva o Povo Brasileiro                     | Ernestina  |
| 2011    | A Gaivota                                  | Nayara     |
| 2011    | Ópera na Vila                              | Vanessa    |
| 2012    | Otello                                     | Emília     |
| 2013    | Meio Tom Dá, Meio Tom Cá                   |            |
| 2013–14 | O Quarto Rosa                              | Isis       |
| 2013    | A Mim Também Dói                           |            |
| 2013    | Catalise                                   |            |
| 2013    | Cinzas às Cinzas                           |            |
| 2014    | Ensaio sob(re) Angústia                    | Margot     |
| 2015    | A Visita da Velha Senhora                  | Helena     |
| 2015    | O Alvo                                     | Rebeca     |
| 2015    | O Que a Dorothy Quer?                      | Dorothy    |
| 2016    | As Siamesas: Talvez Eu Desmaie no Front    | Carmem     |

## Premis i nominacionss
| Any  | Premi                                         | Categoria                     | Nominacions       | Resultat  |
| ---- | --------------------------------------------- | ----------------------------- | ----------------- | --------- |
| 2017 | Melhores do Ano                               | Actriu revelació              | A Força do Querer | Guanyador |
| 2017 | Premi APCA de Televisió                       | Millor actriu                 | A Força do Querer | Nominat   |
| 2017 | Prêmio Contigo! Online                        | Millor actriu revelació       | A Força do Querer | Guanyador |
| 2017 | Troféu UOL TV e Famosos                       | Millor actriu                 | A Força do Querer | Nominat   |
| 2017 | Troféu UOL TV e Famosos                       | Revelació de TV (crítics)     | A Força do Querer | Guanyador |
| 2017 | Prêmio F5                                     | Revelació de l’any            | A Força do Querer | Guanyador |
| 2017 | Melhores do Ano NaTelinha                     | Actor/Actriu Revelació        | A Força do Querer | Guanyador |
| 2017 | Melhores do Ano Minha Novela                  | Revelació (públic i redacció) | A Força do Querer | Guanyador |
| 2018 | Troféu Internet                               | Revelação do Ano              | A Força do Querer | Nominat   |
| 2018 | Prêmio Extra de Televisão                     | Revelació Feminina            | A Força do Querer | Guanyador |
| 2018 | Prêmio Geração Glamour                        | Actriu Revelació              | A Força do Querer | Guanyador |
| 2018 | Capricho Awards                               | Artista Nacional              | A Força do Querer | Nominat   |
| 2019 | Troféu APCA                                   | Millor actriu de cinema       | A Vida Invisível  | Guanyador |
| 2020 | Premis Platino                                | Millor actriu de Cinema       | A Vida Invisível  | Guanyador |
| 2020 | Setmana Internacional de Cinema de Valladolid | Millor actriu                 | A Vida Invisível  | Guanyador |
| 2020 | Prêmio Guarani do Cinema Brasileiro           | Revelació Feminina            | A Vida Invisível  | Nominat   |
| 2020 | Grande Prêmio do Cinema Brasileiro            | Millor actriu                 | A Vida Invisível  | Nominat   |
| 2020 | Festival Sesc Melhores Filmes                 | Millor actriu Nacional        | A Vida Invisível  | Nominat   |